# Carmarthen
Carmarthen (kymriska: Caerfyrddin) är en community samt huvudort i Carmarthenshire i Wales. Staden ligger vid floden Tywi och hade 14 185 invånare vid folkräkningen år 2011.

## Historia
Carmarthen var under romersk tid centrum för området till den keltiska stammen demeterna, och kallades då Moridunum ("sjöfort"). Det är möjligtvis den äldsta staden i Wales; det romerska fortet som det finns tydliga rester av, är daterat till år 75 eller 77.
Staden har en strategisk belägenhet och cirka 1094 byggde normanden William fitz Baldwin ett slott på platsen. Carmarthens slott ödelades av Llywelyn den store år 1215. Slottet återupprättades år 1223 och tilläts då samtidigt att låta bygga en stadsmur. Därmed blev Carmarthen också antagligen den första staden med en stadsmur i medeltidens Wales. År 1405 blev Carmarthen överfallen och slottet plundrades av Owain Glyndŵr.
Omkring 1250 skrevs Den svarta boken från Carmarthen. Boken är ett av de äldsta manuskripten på kymriska och är knuten till ett kloster i staden.
Under 1500- och 1600-talen var jordbruk och besläktade näringsvägar, som ullproduktion, viktig för staden. Under mitten av 1700-talet blev järn- och kolgruveindustri viktigare, men Carmarthen fick aldrig något större järnverk än de i Dowlais eller Merthyr Tydfil.
Trinity College, Carmarten ligger i staden.
Carmarthen var värdort för det nationella Eisteddfod år 1867, 1911 och 1974.

## Carmarthen i Arturlegenden
Enligt några versioner av legenden om Kung Artur föddes Merlin i en håla utanför Carmarthen. En alternativ form av det kymriska namnet är Caermyrddin "Merlins festning". Det är dock få historiker som stödjer denna tolkning, men historien är populär. Det finns flera ortnamn runt Carmarthen som påminner om detta, som Brynn Myrddin ("Merlins skog"). Den svarta boken från Carmarthen innehåller också referens till Merlin och möjligen till Artur.
Det finns också en legend om att ifall ett träd som kallas "Merlins ek" faller, skulle samhället falla. Då trädet dog blev det uppgrävt och placerat på ett museum för att hindra att det föll.